# Włodzimierz Stempski
Włodzimierz Stempski – polski leśnik, doktor habilitowany nauk rolniczych, profesor na Uniwersytecie Przyrodniczym w Poznaniu, specjalista od maszynoznawstwa leśnego, techniki leśnej oraz użytkowania lasu.

## Kariera naukowa
W 1987 roku na Uniwersytecie Przyrodniczym w Poznaniu uzyskał tytuł magistra inżyniera. W 1988 roku został zatrudniony na tejże uczelni, a w 2001 roku na jej Wydziale Leśnym uzyskał stopień doktora nauk rolniczych w zakresie leśnictwa na podstawie rozprawy pt. Wpływ kształtu ogniwa tnącego i geometrii ostrza na jednostkową wydajność skrawania i dynamikę zatępiania żłobikowych pił łańcuchowych, której promotorem był Henryk Różański. W 2014 roku ten sam wydział nadał mu stopień doktora habilitowanego nauk rolniczych w dyscyplinie leśnictwa na podstawie pracy pt. Wpływ szlaków zrywkowych na potencjał produkcyjny drzewostanu, cechy biometryczne i przyrosty drzew oraz wybrane wskaźniki jakości technicznej drewna drzew na pniu.